# Droga N711 (Holandia)
Droga prowincjonalna N711 (nid. Provinciale weg 711) – droga prowincjonalna w Holandii, w prowincji Flevoland. Przebiega od węzła z auostradą A6 do skrzyżowania z drogą N307 we wsi Swifterbant.